# Бен-Гур: розповіді про Христа
«Бен-Гур: ро́зповіді про Христа́» (англ. Ben-Hur: A Tale of the Christ) — історичний роман американського письменника Льюїса Воллеса, створений 1880 року.
Історія юдейського героя Бен-Гура поєднує в собі авантюризм, сентиментальність та глибокі релігійні почуття. Прагнення помсти та честолюбство — головні рушійні сили молодого юдея. Він прагне стати великим полководцем і визволити свою батьківщину, Юдею, з римської неволі. Проте зустріч з Ісусом Христом перевертає його життя, робить з нього нову людину. Автору переконливо вдалося показати, як в одній особі можуть переплітатися такі суперечливі якості, як прагнення крові і ніжність, самозакоханість і безкорисливість, юнацька пристрасть і духовна чистота.

## Екранізації
Книга не раз була екранізована. 
- Бен-Гур (1907) — короткометражний фільм, перша з екранізацій книги. Німе кіно.
- Бен-Гур: історія Христа (фільм) — художній фільм режисера Фреда Нібло, екранізація роману, найдорожче німе кіно в історії.
- Бен-Гур (1959) — здобула 11 «Оскарів». Один з трьох фільмів, які досягали такого успіху (на рівні з «Титаніком» та «Володарем Перснів»)
- Бен Гур — Анімаційний фільм 2003 року.
- Бен-Гур міні-серіал вийшов у 2010.
- Бен-Гур (2016) з Морганом Фріменом.

## Спектакль
- Бен-Гур — бродвейська постановка Вільяма Янга 1899 року за романом Лью Волласа.
- Ben Hur Live — постановочне шоу 2009 року.

## Видання
- Ben-Hur. A tale of the Christ. Harper, New York 1880 (перше видання).
- Бен-Гур: розповіді про Христа. Львів, Свічадо, 2008. Переклад О. Гладкий. ISBN 978-966-395-249-9 (українською)

## Виноски
1. ↑  Дім книги. Архів оригіналу за 16 січня 2018. Процитовано 19 квітня 2014. [Архівовано 2018-01-16 у Wayback Machine.]